# Wodospad pod Upłazem
Wodospad pod Upłazem – wodospad na rzece Kacwinianka w miejscowości Kacwin, w województwie małopolskim, w powiecie nowotarskim, w gminie Łapsze Niżne. Znajduje się przy granicy polsko-słowackiej, tuż poniżej ujścia Hawiarskiego Potoku. Pod względem geograficznym jest to obszar Pogórza Spiskiego.
Wodospad jest udostępniony turystycznie. Przy drodze łączącej Kacwin ze słowacką miejscowością Wielka Frankowa znajduje się przy wodospadzie tablica informacyjna, wiata i ławki dla turystów. Brzegi rzeki są bardzo strome, wykonano w nich ścieżkę umożliwiającą dojście do wodospadu. Samochodową drogą obok wodospadu prowadzi także szlak turystyki pieszej i rowerowej.
Oprócz udostępnionego wodospadu znajdują się jeszcze na Kacwiniance w pobliżu inne wodospady, a w centrum Kacwina wyższy wodospad Pod Młynarzką.

## Szlaki turystyki pieszej i rowerowej
: Łapsze Niżne – Kacwin – Wielka Frankowa